# 1,4-Diklorbensen
1,4-Diklorbensen eller paradiklorbensen är en kemikalie som tidigare användes som antimalmedel.

## Egenskaper
Ämnet levererades i form av små vita kulor, ungefär som grovt salt. Det har en sötaktig, icke obehaglig lukt, som markant skiljer sig från den kvalmiga lukten från naftalin, ett annat antimalmedel.
Ämnet är ett vitt kristallinskt pulver eller en kristallinsk massa. Det är svårlösligt i vatten, men lättlösligt i eter, bensen, koldisulfid eller kokande etanol.

## Framställning
Paradiklorbensen framställs av bensen genom klorering. Substansen erhålls ur reaktionsmassan genom utkristallisation och avgång av saltsyra.

## Användning
Ett dammsugartillbehör fylldes med paradiklorbensen och skruvades på dammsugarens blås-sida. Kulorna förgasades lätt i luftströmmen, och den för mal och mallarver avskräckande eller möjligen dödliga gasen blåstes in i maltäta påsar som innehöll de yllekläder som skulle skyddas mot malangrepp.
Ämnet är såsom misstänkt cancerogent numera förbjudet för denna användning.